# Gouffre

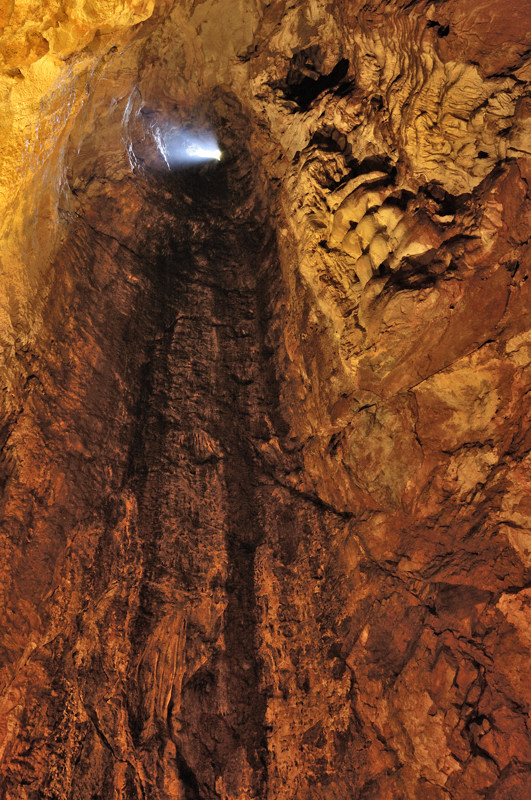
Gouffre Haviareň in de Kleine Karpaten

Een gouffre is de Franse term voor een (al dan niet gedeeltelijk of geheel ingestorte) natuurlijke ondergrondse kalksteenkoepel. Een gouffre is aan de oppervlakte soms te herkennen aan een diepe put in het landschap. Een andere veel voorkomende naam voor dit verschijnsel is een aven. Gouffres maken altijd deel uit van een groter grottencomplex; ook kunnen diverse gouffres naast elkaar ontstaan.
Gouffres worden aangetroffen in gebieden waar de ondergrond bestaat uit kalksteen en waar het grondwaterpeil aanzienlijk lager ligt dan het grondoppervlak. De vorming van een gouffre neemt ten minste enige tientallen miljoenen jaren in beslag. Door infiltratie van zuur regenwater (vanwege het daarin opgeloste koolzuurgas) lost de kalksteen langzaam op, waarbij aanvankelijk, in spleten in het gesteente, ondergrondse rivieren ontstaan (karstverschijnsel). Door erosie slijten de beddingen van deze rivieren naar beneden toe, terwijl van bovenaf door verdere infiltratie het kalksteen van de plafonds steeds verder oplost. Hierdoor ontstaan de bekende kalksteengrotten met stalagmieten en stalactieten. 
Indien de grot groot genoeg wordt zullen, door structurele verzwakking van het gesteente van het plafond, grote brokken kalksteen afbreken en vallen, waarbij het dak van nature een koepel- of een conus-vorm krijgt (denk bij de laatste aan een gotische spitsboog). Deze dakvormen bieden een grote stabiliteit. Echter, dit proces zal zich door verdere verzwakking van het gesteente regelmatig herhalen. Als de omstandigheden juist zijn kunnen deze grotten een hoogte en diameter bereiken van enige honderden meters, al zal de uiteindelijke hoogte afhangen van de diepte van het bed dat de rivier ter plaatse heeft uitgesleten; het puin van het plafond zal de grot gedeeltelijk vullen. Het hoogste punt zal uiteindelijk door het grondoppervlak breken (of op een andere plek, dit is afhankelijk van het reliëf aan de oppervlakte). 
Aanvankelijk zal aan de grond nog weinig te zien zijn; wel kunnen dieren in het gat terechtkomen, hetgeen de gouffres de bijnaam "poorten van de hel" bezorgde van schaapherders die regelmatig dieren kwijtraakten. Als ten slotte door verdere verzwakking van het overgebleven gesteente van het dak een reeks laatste instortingen plaatsvindt, ontstaat de uiteindelijke vorm van de gouffre: die van een groot, rond en diep gat in het landschap met vaak loodrechte wanden. Men spreekt dan van een doline. Plaatselijk kunnen deze gaten zich vullen met water.
Gouffres worden aangetroffen in kalksteenplateaus, zoals de Ardèche, de Montagne Noire en de Causses in Zuid-Frankrijk. Ook elders worden ze aangetroffen, zoals in Slovenië, Kroatië, Hongarije en Turkije. Op het schiereiland Yucatán in Mexico staan ze bekend onder de naam cenote.